# Елліотт (Північна Дакота)
Елліотт (англ. Elliott) — місто (англ. city) в США, в окрузі Ренсом штату Північна Дакота. Населення — 24 особи (2020).

## Географія
Елліотт розташований за координатами 46°24′8″ пн. ш. 97°48′54″ зх. д. / 46.40222° пн. ш. 97.81500° зх. д. (46.402268, -97.814880).  За даними Бюро перепису населення США в 2010 році місто мало площу 0,40 км², уся площа — суходіл.

## Демографія
Згідно з переписом 2010 року, у місті мешкало 25 осіб у 12 домогосподарствах у складі 7 родин. Густота населення становила 63 особи/км².  Було 15 помешкань (38/км²).
Расовий склад населення:
| - 92,0 % — білих - 4,0 % — азіатів |

До двох чи більше рас належало 4,0 %. Частка іспаномовних становила 0,0 % від усіх жителів.
За віковим діапазоном населення розподілялося таким чином: 8,0 % — особи молодші 18 років, 72,0 % — особи у віці 18—64 років, 20,0 % — особи у віці 65 років та старші. Медіана віку мешканця становила 56,5 року. На 100 осіб жіночої статі у місті припадало 78,6 чоловіків;  на 100 жінок у віці від 18 років та старших — 76,9 чоловіків також старших 18 років.
Цивільне працевлаштоване населення становило 8 осіб. Основні галузі зайнятості: виробництво — 37,5 %, публічна адміністрація — 25,0 %, оптова торгівля — 12,5 %, науковці, спеціалісти, менеджери — 12,5 %.